# Еуридика (митологија)
Еуридика, (грч. Ευρυδίκη) (лат. Eurydica) је у била нимфа и Орфејова жена.
Осим Орфејове жене Еуридике, у грчкој митологији је било још неколико Еуридика:
- Еуридика - жена немејског краља Ликурга
- Еуридика - жена тебанског краља Креонта
- Еуридика - жена пилског краља Нестора

Име Еуридика долази од грчких речи - Eurys или Широк и Dikê или Правда.

## Орфеј и Еуридика
Када је Орфеј упознао најлепшу од свих нимфи - Еуридику, одлучио да се смири и да са њом проведе остатак свог живота. Орфеј је знао, када је угледао Еуридику у друштву њених дружбеницама, а видевши њену изузетну лепоту, да ће њих двоје постати једно.
Не дуго затим, прекрасна Еуридика, са очима боје нарциса и дугом плавом косом, постала је његова жена.
Брачна срећа Еуридике и Орфеја није дуго трајала јер је Еуридика, док је, кроз густу и високу траву бежала од Аристаја који је у својој похоти желео силовати, нагазила на змију која је ујела. Еуридика је на лицу места остала мртва.
Неутешан у својој боли, Орфеј се одлучио на невероватан подухват не би ли поново био са Еуридиком. Одлучио је да сиђе у подземни свет - свет мртвих. На самом улазу у Хад својом је лиром зачарао троглавог Кербера, а затим изашао пред бога Хада и његову жену Перзефону, владаре света мртвих, и запевао песму о избављењу Еуридике из подземља. Дирнути песмом и огромном Орфејовом љубављу, Хад и Перзефона су одлучили да пусте Еуридику, али под једним условом. Када се буду враћали у свет светлости, Орфеј се не сме окренути и не сме погледати Еуридику, која је требало да прати његове стопе.
Орфеј је кренуо лаганим и тихим кораком, а мучен великом чежњом и забринут јер није чуо кораке своје Еуридике, прекршио је задати услов и окренуо се. Еуридика је у том тренутку заувек потонула у свет сенки, пружајући ка Орфеју своје руке.
Седам дана је Орфеј оплакивао и туговао на обалама подземних река, али су овога пута бог Хад и Перзефона били неумољиви.
По повратку из света сенки на светлост дана, Орфеј је, неутешан у својој љубави одбијао све љубави других жена. Међутим, и поред свог трагичног краја, Орфејева сен, којој мира није било на горњем свету, напокон се скрасила нашавши Еуридикину на Острву блажених.